# Kościerzyna
Kościerzyna es una ciudad de Polonia localizada en la parte norte del país. Kościerzyna es la capital del condado de Kościerzyna, dentro del voivodato de Pomerania, y en ella habitan 23 855 habitantes (2001).

## Hermanamiento
- Padul, España

- Datos: Q935784
- Multimedia: Kościerzyna / Q935784